# واين هوارد (مدير فني)
واين هوارد (بالإنجليزية: Wayne Howard)‏ هو مدير فني أمريكي، ولد في 30 أبريل 1931.